# Radio Bieszczady
Radio Bieszczady – regionalna rozgłośnia radiowa z siedzibą w Sanoku, nadająca program w latach 1997–2007 na częstotliwościach: 89,5 MHz z Góry Tokarnia k. Sanoka, 104,9 MHz z Czarnorzek k. Krosna, 99,4 MHz z Rzeszowa i 106,5 MHz z Ustrzyk Dolnych. 
Oficjalne rozpoczęcie działalności nastąpiło 23 czerwca 1997 roku. W 2007 udziały w rozgłośni wykupiło Radio ESKA. W październiku 2001 została otwarta nowa siedziba radia na osiedlu Okołowiczówka w dzielnicy Dąbrówka. 4 grudnia 2007 roku Radio Bieszczady zmieniło nazwę i przyłączone zostało do sieci VOX FM. VOX FM Bieszczady w eterze nadawały do września 2009 roku. Od września 2009 roku na częstotliwościach na których nadawany był program Radia Bieszczady nadawany jest program Radia Eska Rzeszów.
Na początku czerwca 2008 roku, na stronie rozgłośni zamieszczone zostały odnośniki do strumieni Radia Bieszczady, które stało się stacją internetową.
Radio Bieszczady prezentowało muzykę alternatywną, bliską starszemu pokoleniu oraz nawiązującą do kultury „Bieszczadersów”, czyli artystów takich jak np. Stare Dobre Małżeństwo, Wolna Grupa Bukowina czy Marek Grechuta. Radio nie przeprowadzało badań opinii publicznej. Audycje i listy przebojów były autorskie.
Radio Bieszczady było współorganizatorem Festiwalu „Bieszczadzkie Anioły”, a także organizatorem Festiwalu Piosenki Szantowej „Wyspa” oraz Festiwalu Piosenki Żeglarskiej „Cypel”.
Do prezenterów stacji należeli: Sebastian Niżnik, Andrzej Kutiak, Elżbieta Mazur, Artur Rudnicki, Sławomir Woźniak, Mariusz Zieliński, Artur Andrus.